# Arkangel
Arkangel va ser un grup belga de metalcore, originari de Brussel·les. El grup va publicar quatre àlbums d'estudi en deu anys, entre 1998 i 2008.

## Trajectòria
Arkhangel es va formar a la fi de la dècada del 1990 a Brussel·les, sota la influència de Slayer. El 1999, el grup va publicar Dead Man Walking amb el segell Good Life Recordings.
L'any 2004 es va publicar l'àlbum Hope You Die d'Overdose, amb el segell Private Hell Records, que va anar un pas més enllà del hardcore punk. El 2008 van publicar l'àlbum Arkangel is Your Enemy.
El 2014 van publicar el senzill Within the Walls of Babylon. L'agost de 2015, el grup va fer una gira de comiat al Japó, tocant el dimecres 12 d'agost a Tòquio, el dijous 13 d'agost a Shibuya i el 14 d'agost a Niigata.

## Discografia
- 1998: Prayers Upon Deaf Ears
- 1999: Dead Man Walking
- 2004: Hope You Die by Overdose
- 2008: Arkangel is Your Enemy